# Jan Hukna
Jan Hukna (19. května 1920, Praha – 3. ledna 2007, New York) byl významný český herec působící převážně v Anglii.
Narodil se 19. května 1920 v Praze jako syn ševce a hospodské. Jeho dětství bylo vcelku šťastné až do roku 1929, kdy mu zemřel otec na srdeční infarkt a o pár měsíců později zemřela i jeho matka. Proto byl malý Jan poslán na výchovu ke své babičce z matčiny strany. Od roku 1931 chodil tajně přes babiččin zákaz do dětského hereckého sdružení, a od roku 1930 začal chodit na průmyslovou školu v Plzni, jenže zanedlouho rodině došly peníze na dopravu a tak chodil na obchodní školu v Praze. Po smrti své babičky v roce 1935 opustil školu a založil si vlastní dětský kroužek herectví Perla, který platil jen díky mnoha svým mecenášům.
V roce 1941 opustil Českou republiku a odjel do Anglie [zdroj?], kde se živil jako „potulný herec“ a když ho v roce 1959 viděl americký režisér John Clark, byl jeho talentem tak nadšen že ho ihned přijal do Newyorského divadla Etoile (Hvězda). Zde nejdříve hrál jen menší role, ale díky své vzrůstající oblibě u publika začal hrát i hlavní role v důležitých filmech. Svůj první úspěch zaznamenal v roce 1960, kdy hrál hlavní roli ve filmu Bílá noc a další úspěchy na sebe nenechaly čekat: v létě 1961 si zahrál další hlavní roli v příběhu Čaroděj, kde bylo tak plné hlediště, že někteří diváci museli i stát.
O rok později se však rozhodl opustit toto malé divadélko a vydal se do jednoho z největších Newyorských divadel Apple (Jablko), kde byl přivítán s otevřenou náručí.
Zde pobyl až do roku 1989 a měl tu tak obrovský úspěch, že si mohl dovolit koupit vilu s krásným výhledem na město.
V roce 1997 však o všechen majetek a peníze přišel a tak jeho jediná šance byla hrát nadále divadlo, moc velký úspěch už ale neměl a nikde ho nechtěli přijmout ani na vedlejší práce. Zájem diváků tak poklesl, že se musel odstěhovat do pronájmu, který skoro nedokázal splácet. A ještě k tomu se v roce 1999 zúčastnil protestu za práva chudých. Byl vězněn až do roku 2004[zdroj?], a krátce po propuštění se zúčastnil dalšího protestu který sám zorganizoval. Potom byl vězněn ještě jeden rok a těsně před plánovaným odjezdem do vlasti zemřel na srdeční infarkt.